# Radio Moscow
Radio Moscow é uma banda norte-americana de rock psicodélico, heavy-blues e hard rock, formada em Story City, no Iowa, em 2003. A banda editou seis álbuns [um ao vivo (Live! In California - 2016)], Radio Moscow em 2007, Brain Cycles em 2009, The Great Escape of Leslie Magnafuzz em 2011, Magical Dirt em 2014, e o mais recente New Beginnings lançado em 2017. Em 2012 lançaram uma coleção de demos gravadas em 2003 por Parker Griggs, antes da formação da banda; e em 2013 deu-se o lançamento do EP Rancho Tehama."

## Membros
- Parker Griggs: voz, guitarra e bateria (estúdio) (2003 - presente)
- Anthony Meier: baixo (2013 - presente)
- Paul Marrone: bateria (2013 - presente)

### Ex-membros
- Zach Anderson: baixo (2007 - 2012)
- Corey Berry: bateria ao vivo (2008 - 2012)
- Serana Andersen: baixo (2003–2006)
- Luke McDuff: baixo (2006–2007)
- Billy Ellsworth - baixo (2012-2013)
- Keith Rich: bateria ao vivo (2007)
- Todd Stevens: bateria ao vivo (2007 - 2008)
- Lonnie Blanton: bateria ao vivo (2012)

## Discografia
- Radio Moscow (2007)
- Brain Cycles (2009)
- The Great Escape of Leslie Magnafuzz (2011)
- 3 & 3 Quarters (2012)
- Magical Dirt  (2014)
- New Beginnings (2017)

## Atalhos externos
- site oficial da banda
- Radio Moscow no Myspace